# Beisebol nos Jogos Pan-Americanos de 1991
As competições de beisebol nos Jogos Pan-Americanos de 1991 foram realizadas em Havana, Cuba. Esta foi a décima primeira edição do esporte nos Jogos Pan-Americanos.

## Quadro de medalhas
| Ordem | País               | Medalha de ouro | Medalha de prata | Medalha de bronze | Total |
| ----- | ------------------ | --------------- | ---------------- | ----------------- | ----- |
| 1     | CUB Cuba           | 1               | 0                | 0                 | 1     |
| 2     | PUR Porto Rico     | 0               | 1                | 0                 | 1     |
| 3     | USA Estados Unidos | 0               | 0                | 1                 | 1     |
| Total | Total              | 1               | 1                | 1                 | 3     |

## Medalhistas
| Event     | Ouro | Prata | Bronze |
| --------- | --- | --- | --- |
| Masculino | CUB Cuba - Pedro Luis Rodríguez - Alberto Hernández - José R. Delgado - Lourdes Gourriel - Antonio Pacheco - Omar Linares - Lázaro Vargas - Germán Mesa - Luis Ulacia - Víctor Mesa - Orestes Kindelán - Ermidelio Urrutia - Romelio Martínez - Jorge Luis Valdés - Euclides Rojas - Osvaldo Fernández Guerra - Osvaldo Fernández Rodríguez - Osvaldo Duvergel - Leonardo Tamayo - Omar Ajete | PUR Porto Rico - José Lorenzana - Efrain Nieves Sr. - Efraín García - Roberto Lopez - Luis Ramos - Abimael Rosario - Manuel Serrano - Ernest Martinez - Angel A. Morales - Albert Bracero - Jorge Aranzamendi - Jesus I. Feliciano - Wilfredo Velez - Francisco Hernaiz - Jimmy Figueroa - Ariel Robles - Josue Salva - Rafael Santiago - Angel Fonseca - Armando Ríos | USA Estados Unidos - John Dettmer - Todd Greene - Jason Giambi - Chris Gomez - Jeff Granger - Jeffrey Hammonds - Charles Johnson - Todd Johnson - Rick Helling - Dan Melendez - Craig Wilson - Tony Phillips - Chris Roberts - Steve Rodriguez - Paul Shuey - Kennie Steenstra - Todd Taylor - David Tuttle - Jeff Ware - Chris Wimmer |